# Bäckaslöv

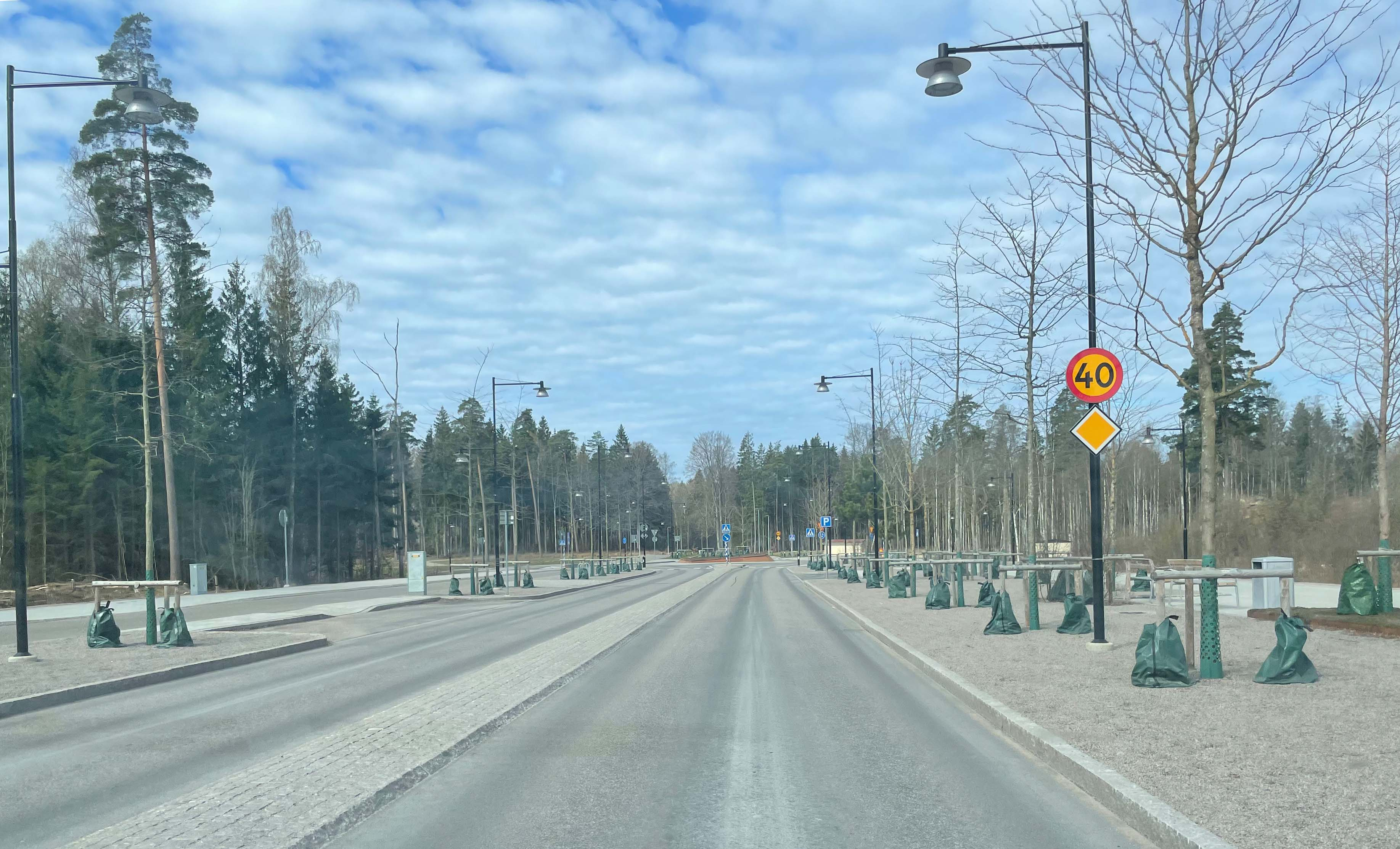
Bäckaslövsesplanaden april 2023

Bäckaslöv är ett område i stadsdelen Regementsstaden i Växjö, beläget på Växjö garnisons tidigare övningsområde. Här planerar man att bygga 1 200 bostäder, kontor och en ny skola som ska stå klar 2026. Bäckaslövsesplanaden, en 1,5 kilometer lång stadsgata, invigdes sommaren 2022. I anslutning till Bäckaslöv finns naturreservatet Bokhultet.